# Coupe du monde de VTT 2003
Navigation
2002 2004
La Coupe du monde de VTT 2003 est la 13e édition de la Coupe du monde de VTT. Cette édition comprend trois disciplines : cross country, descente et 4-cross. Chacune d'entre elles est composée de 5 étapes. La dernière épreuve de 4-cross fut annulée à cause de la pluie.

## Cross-country

### Hommes
| # | Date         | Lieu             | Vainqueur        | Deuxième             | Troisième      | Leader du général |
| - | ------------ | ---------------- | ---------------- | -------------------- | -------------- | ----------------- |
| 1 | 25 mai       | Sankt Wendel     | Christoph Sauser | Marek Galiński       | Julien Absalon | Christoph Sauser  |
| 1 | 25 mai       | Sankt Wendel     | 2 h 24 min 19 s  | + 11 s               | + 58 s         | Christoph Sauser  |
| 2 | 31 mai       | Fort William     | Filip Meirhaeghe | Lado Fumic           | Julien Absalon | Christoph Sauser  |
| 2 | 31 mai       | Fort William     | 1 h 53 min 15 s  | + 8 s                | + 19 s         | Christoph Sauser  |
| 3 | 29 juin      | Mont-Sainte-Anne | Julien Absalon   | Christoph Sauser     | Roland Green   | Christoph Sauser  |
| 3 | 29 juin      | Mont-Sainte-Anne | 1 h 51 min 20 s  | + 47 s               | + 57 s         | Christoph Sauser  |
| 4 | 13 juillet   | Grouse Mountain  | Roel Paulissen   | José Antonio Hermida | Julien Absalon | Julien Absalon    |
| 4 | 13 juillet   | Grouse Mountain  | 2 h 32 min 25 s  | + 35 s               | + 1 min 11 s   | Julien Absalon    |
| 5 | 14 septembre | Kaprun           | Filip Meirhaeghe | Thomas Frischknecht  | Julien Absalon | Julien Absalon    |
| 5 | 14 septembre | Kaprun           | 2 h 18 min 32 s  | + 44 s               | + 1 min 11 s   | Julien Absalon    |

| Pos | Cycliste             | Pts |
| --- | -------------------- | --- |
| 1.  | Julien Absalon       | 930 |
| 2.  | Christoph Sauser     | 845 |
| 3.  | Filip Meirhaeghe     | 693 |
| 4.  | José Antonio Hermida | 650 |
| 5.  | Roel Paulissen       | 640 |
| 6.  | Lado Fumic           | 532 |
| 7.  | Roland Green         | 379 |
| 8.  | Bart Brentjens       | 360 |
| 9.  | Marek Galiński       | 352 |
| 10. | Thomas Frischknecht  | 334 |

### Femmes
| # | Date         | Lieu             | Vainqueur       | Deuxième     | Troisième            | Leader du général |
| - | ------------ | ---------------- | --------------- | ------------ | -------------------- | ----------------- |
| 1 | 25 mai       | Sankt Wendel     | Gunn-Rita Dahle | Sabine Spitz | Irina Kalentieva     | Gunn-Rita Dahle   |
| 1 | 25 mai       | Sankt Wendel     | 2 h 03 min 38 s | + 2 min 33 s | + 2 min 57 s         | Gunn-Rita Dahle   |
| 2 | 31 mai       | Fort William     | Gunn-Rita Dahle | Sabine Spitz | Barbara Blatter      | Gunn-Rita Dahle   |
| 2 | 31 mai       | Fort William     | 1 h 47 min 25 s | + 8 s        | + 20 s               | Gunn-Rita Dahle   |
| 3 | 29 juin      | Mont-Sainte-Anne | Gunn-Rita Dahle | Sabine Spitz | Barbara Blatter      | Gunn-Rita Dahle   |
| 3 | 29 juin      | Mont-Sainte-Anne | 1 h 51 min 43 s | + 1 min 48 s | + 2 min 03 s         | Gunn-Rita Dahle   |
| 4 | 13 juillet   | Grouse Mountain  | Gunn-Rita Dahle | Alison Sydor | Susan Haywood        | Gunn-Rita Dahle   |
| 4 | 13 juillet   | Grouse Mountain  | 2 h 09 min 30 s | + 4 min 02 s | + 4 min 09 s         | Gunn-Rita Dahle   |
| 5 | 14 septembre | Kaprun           | Gunn-Rita Dahle | Sabine Spitz | Marie-Hélène Prémont | Gunn-Rita Dahle   |
| 5 | 14 septembre | Kaprun           | 1 h 54 min 23 s | + 1 min 50 s | + 2 min 16 s         | Gunn-Rita Dahle   |

| Pos | Coureuse             | Pts  |
| --- | -------------------- | ---- |
| 1.  | Gunn-Rita Dahle      | 1250 |
| 2.  | Sabine Spitz         | 875  |
| 3.  | Irina Kalentieva     | 715  |
| 4.  | Marie-Hélène Prémont | 584  |
| 5.  | Barbara Blatter      | 510  |
| 6.  | Anna Szafraniec      | 466  |
| 7.  | Alison Sydor         | 458  |
| 8.  | Maja Włoszczowska    | 432  |
| 9.  | Ivonne Kraft         | 400  |
| 10. | Susan Haywood        | 380  |

## Descente

### Hommes
| # | Date         | Lieu             | Vainqueur     | Deuxième       | Troisième     | Leader du général |
| - | ------------ | ---------------- | ------------- | -------------- | ------------- | ----------------- |
| 1 | 1er juin     | Fort William     | Cédric Gracia | Mickaël Pascal | Nathan Rennie | Cédric Gracia     |
| 2 | 8 juin       | L'Alpe d'Huez    | Nathan Rennie | Chris Kovarik  | Fabien Barel  | Nathan Rennie     |
| 3 | 28 juin      | Mont-Sainte-Anne | Steve Peat    | Greg Minnaar   | Cédric Gracia | Cédric Gracia     |
| 4 | 12 juillet   | Grouse Mountain  | Iván Oulego   | Kirt Voreis    | Colin Bailey  | Mickaël Pascal    |
| 5 | 13 septembre | Kaprun           | David Vázquez | Greg Minnaar   | Nathan Rennie | Nathan Rennie     |

| Pos | Coureur        | Pts |
| --- | -------------- | --- |
| 1.  | Nathan Rennie  | 702 |
| 2.  | Mickaël Pascal | 671 |
| 3.  | Cédric Gracia  | 662 |
| 4.  | Greg Minnaar   | 641 |
| 5.  | David Vázquez  | 492 |
| 6.  | Chris Kovarik  | 465 |
| 7.  | Fabien Barel   | 441 |
| 8.  | Iván Oulego    | 376 |
| 9.  | Steve Peat     | 333 |
| 10. | Samuel Hill    | 303 |

### Femmes
| # | Date         | Lieu             | Vainqueur              | Deuxième        | Troisième       | Leader du général |
| - | ------------ | ---------------- | ---------------------- | --------------- | --------------- | ----------------- |
| 1 | 1er juin     | Fort William     | Céline Gros            | Sabrina Jonnier | Emmeline Ragot  | Céline Gros       |
| 2 | 8 juin       | L'Alpe d'Huez    | Anne-Caroline Chausson | Tracy Moseley   | Céline Gros     | Céline Gros       |
| 3 | 28 juin      | Mont-Sainte-Anne | Fionn Griffiths        | Tracy Moseley   | Marla Streb     | Tracy Moseley     |
| 4 | 12 juillet   | Grouse Mountain  | Fionn Griffiths        | Sabrina Jonnier | Kathleen Pruitt | Tracy Moseley     |
| 5 | 13 septembre | Kaprun           | Marla Streb            | Sabrina Jonnier | Fionn Griffiths | Sabrina Jonnier   |

| Pos | Coureuse           | Pts |
| --- | ------------------ | --- |
| 1.  | Sabrina Jonnier    | 834 |
| 2.  | Fionn Griffiths    | 814 |
| 3.  | Tracy Moseley      | 770 |
| 4.  | Marla Streb        | 757 |
| 5.  | Marielle Saner     | 548 |
| 6.  | Céline Gros        | 527 |
| 7.  | Nolvenn Le Caër    | 502 |
| 8.  | Bernardita Pizarro | 441 |
| 9.  | Kathleen Pruitt    | 417 |
| 10. | Mio Suemasa        | 415 |

## 4-cross
La dernière épreuve de 4-cross fut annulée à cause de la pluie.

### Hommes
| # | Date         | Lieu             | Vainqueur       | Deuxième        | Troisième       | Leader du général |
| - | ------------ | ---------------- | --------------- | --------------- | --------------- | ----------------- |
| 1 | 31 mai       | Fort William     | Greg Minnaar    | Eric Carter     | Steve Peat      | Greg Minnaar      |
| 2 | 8 juin       | L'Alpe d'Huez    | Eric Carter     | Michal Prokop   | Scott Beaumont  | Eric Carter       |
| 3 | 28 juin      | Mont-Sainte-Anne | Eric Carter     | Cédric Gracia   | Wade Bootes     | Eric Carter       |
| 4 | 12 juillet   | Grouse Mountain  | Mike King       | Eric Carter     | Michal Prokop   | Eric Carter       |
| 5 | 13 septembre | Kaprun           | Épreuve annulée | Épreuve annulée | Épreuve annulée | Épreuve annulée   |

| Pos | Coureur          | Pts |
| --- | ---------------- | --- |
| 1.  | Eric Carter      | 180 |
| 2.  | Michal Prokop    | 116 |
| 3.  | Mike King        | 79  |
| 4.  | Wade Bootes      | 77  |
| 5.  | Cédric Gracia    | 75  |
| 6.  | Greg Minnaar     | 55  |
| 7.  | Brian Schmith    | 47  |
| 8.  | Scott Beaumont   | 45  |
| 9.  | Steve Peat       | 41  |
| 10. | Sascha Meyenborg | 39  |

### Femmes
| # | Date         | Lieu             | Vainqueur       | Deuxième        | Troisième       | Leader du général |
| - | ------------ | ---------------- | --------------- | --------------- | --------------- | ----------------- |
| 1 | 31 mai       | Fort William     | Katrina Miller  | Mio Suemasa     | Anneke Beerten  | Katrina Miller    |
| 2 | 8 juin       | L'Alpe d'Huez    | Tracy Moseley   | Katrina Miller  | Sabrina Jonnier | Katrina Miller    |
| 3 | 28 juin      | Mont-Sainte-Anne | Katrina Miller  | Jamie Lilly     | Mio Suemasa     | Katrina Miller    |
| 5 | 12 juillet   | Grouse Mountain  | Katrina Miller  | Sabrina Jonnier | Tai-Lee Muxlow  | Katrina Miller    |
| 6 | 13 septembre | Kaprun           | Épreuve annulée | Épreuve annulée | Épreuve annulée | Épreuve annulée   |

| Pos | Coureuse        | Pts |
| --- | --------------- | --- |
| 1.  | Katrina Miller  | 190 |
| 2.  | Sabrina Jonnier | 95  |
| 3.  | Mio Suemasa     | 74  |
| 4.  | Jamie Lilly     | 55  |
| 5.  | Tracy Moseley   | 50  |
| 6.  | Anneke Beerten  | 46  |
| 7.  | Tai-Lee Muxlow  | 40  |
| 7.  | Jill Kintner    | 40  |
| 7.  | Tara Llanes     | 40  |
| 10. | Céline Gros     | 30  |